# Plantation Open 2010
Il Plantation Open 2010 è stato un torneo di tennis facente parte della categoria ITF Men's Circuit nell'ambito dell'ITF Men's Circuit e dell'ITF Women's Circuit nell'ambito dell'ITF Women's Circuit 2010. Sia il torneo maschile che quello femminile si sono giocati a Plantation in USA dall'11 al 17 gennaio 2010 su campi in terra verde.

## Vincitori

### Singolare femminile
Ajla Tomljanović ha battuto in finale  Johanna Larsson con il punteggio di 6–3 6–3

### Doppio femminile
Aurélie Védy /  Mashona Washington hanno battuto in finale  Jorgelina Cravero /  María Irigoyen con il punteggio di 6–0 6–2

### Singolare maschile
Benoît Paire ha battuto in finale  Marco Mirnegg 6–2, 6(10)–7, 7–5.

### Doppio maschile
Stefano Ianni /  Deniss Pavlovs hanno battuto in finale  Marcus Fugate /  Timothy Neilly con il punteggio di 6–2, 6–2.